# سيزار دافيلا أندرادي
سيزار دافيلا أندرادي هو كاتب العمود وكاتب وصحفي وشاعر إكوادوري، ولد في 5 أكتوبر 1918 في كوينكا في الإكوادور، وتوفي في 2 مايو 1967 في كاراكاس في فنزويلا.